# Provinciale Statenverkiezingen 2015
De Provinciale Statenverkiezingen 2015 waren Nederlandse verkiezingen die op 18 maart 2015 werden gehouden voor de leden van Provinciale Staten in de twaalf provincies.
Op dezelfde datum werden ook waterschapsverkiezingen gehouden.

## Aanloop
Om stemgerechtigd te zijn diende men de Nederlandse nationaliteit te hebben, op de dag van de stemming ten minste achttien jaar oud te zijn en op de dag van de kandidaatstelling te wonen in de provincie waarvoor de verkiezing plaatsvond. Nederlanders die in het buitenland woonden en niet ingeschreven stonden in een Nederlandse gemeente hadden geen stemrecht bij deze verkiezingen.
Ingezetenen van Caribisch Nederland hadden geen stemrecht bij de verkiezingen voor Provinciale Staten. Caribisch Nederland is niet ingedeeld bij een provincie. Daar werden op dezelfde datum de eilandsraadsverkiezingen 2015 gehouden.

## Uitslagen

### Opkomst (Nederland-totaal)
|                   | 2011       | 2011      | 2015       | 2015  |
| # stemmen         | %          | # stemmen | %          |       |
| ----------------- | ---------- | --------- | ---------- | ----- |
| Kiesgerechtigden  | 12.532.127 |           | 12.777.145 |       |
| Niet opgekomen    | 5.518.198  | 44,03     | 6.674.710  | 52,24 |
| Opkomst           | 7.013.929  | 55,97     | 6.102.435  | 47,76 |
| Ongeldige stemmen | 13.280     | 0,19      | 18.007     | 0,30  |
| Blanco stemmen    | 7.573      | 0,11      | 19.674     | 0,32  |
| Geldige stemmen   | 6.993.076  | 99,70     | 6.064.754  | 99,38 |

### Uitslagen per provincie naar partij
| Provincie       | Aantal zetels per partij | Aantal zetels per partij | Aantal zetels per partij | Aantal zetels per partij | Aantal zetels per partij | Aantal zetels per partij | Aantal zetels per partij | Aantal zetels per partij | Aantal zetels per partij | Aantal zetels per partij | Aantal zetels per partij | Aantal zetels per partij | Aantal zetels per partij |
| Provincie       | VVD                      | CDA                      | SP                       | D66                      | PVV                      | PvdA                     | GL                       | CU                       | SGP                      | PvdD                     | 50+                      | overig                   | totaal                   |
| --------------- | ------------------------ | ------------------------ | ------------------------ | ------------------------ | ------------------------ | ------------------------ | ------------------------ | ------------------------ | ------------------------ | ------------------------ | ------------------------ | ------------------------ | ------------------------ |
| Groningen       | 4                        | 5                        | 8                        | 4                        | 3                        | 6                        | 3                        | 4                        | -                        | 2                        | 0                        | 3, 1                     | 43                       |
| Friesland       | 5                        | 9                        | 5                        | 3                        | 4                        | 7                        | 1                        | 3                        | -                        | 1                        | 1                        | 4                        | 43                       |
| Drenthe         | 7                        | 6                        | 5                        | 4                        | 5                        | 7                        | 2                        | 3                        | 0                        | -                        | 1                        | 1                        | 41                       |
| Overijssel      | 6                        | 11                       | 5                        | 5                        | 5                        | 5                        | 2                        | 4                        | 2                        | 1                        | 1                        | 0                        | 47                       |
| Flevoland       | 7                        | 5                        | 5                        | 4                        | 6                        | 3                        | 2                        | 3                        | 2                        | 2                        | 2                        | 0                        | 41                       |
| Gelderland      | 9                        | 9                        | 6                        | 7                        | 5                        | 6                        | 3                        | 4                        | 3                        | 2                        | 1                        | 0                        | 55                       |
| Utrecht         | 9                        | 6                        | 4                        | 9                        | 4                        | 5                        | 4                        | 3                        | 2                        | 2                        | 1                        | 0                        | 49                       |
| Noord-Holland   | 11                       | 5                        | 6                        | 10                       | 6                        | 7                        | 4                        | 1                        | 1                        | 3                        | 1                        | 1                        | 55                       |
| Zuid-Holland    | 10                       | 7                        | 5                        | 7                        | 8                        | 5                        | 3                        | 3                        | 3                        | 2                        | 2                        | 0                        | 55                       |
| Zeeland         | 6                        | 6                        | 4                        | 3                        | 4                        | 4                        | 1                        | 2                        | 6                        | -                        | 1                        | 1, 1                     | 39                       |
| Noord-Brabant   | 10                       | 9                        | 9                        | 7                        | 7                        | 4                        | 3                        | 1                        | 1                        | 2                        | 2                        | 1                        | 55                       |
| Limburg         | 5                        | 11                       | 8                        | 4                        | 9                        | 4                        | 2                        | -                        | -                        | 1                        | 1                        | 1, 1                     | 47                       |
| totaal          | 89                       | 89                       | 70                       | 67                       | 66                       | 63                       | 30                       | 29                       | 18                       | 18                       | 14                       | 15                       | 570                      |
| totaal          | 89                       | 89                       | 70                       | 67                       | 66                       | 63                       | 30                       | 2                        |                          | 18                       | 14                       | 15                       | 570                      |
| +/− t.o.v. 2011 | −23                      | +3                       | +14                      | +25                      | −3                       | −44                      | −4                       | +6                       | +6                       | +11                      | +1                       | +7                       | +4                       |
| +/− t.o.v. 2011 | −23                      | +3                       | +14                      | +25                      | −3                       | −44                      | −4                       | +1                       |                          | +11                      | +1                       | +7                       | +4                       |

Een "-" in de tabel betekent dat de betreffende partij bij de verkiezingen van 2015 in de betrokken provincie geen kandidatenlijst heeft ingediend.

## Eerste Kamerverkiezingen
De nieuw verkozen leden van Provinciale Staten kozen op 26 mei 2015 bij de Eerste Kamerverkiezingen een nieuwe Eerste Kamer.
Provinciale Statenverkiezingen zijn daarmee behalve provinciaal ook nationaal van belang.
1910 · 
1913 · 
1916 · 
1919 · 
1923 · 
1927 · 
1931 · 
1935 · 
1939 · 
1946 · 
1950 · 
1954 · 
1958 · 
1962 · 
1966 · 
1970 · 
1974 · 
1978 · 
1982 · 
1985 · 
1987 · 
1991 · 
1995 · 
1999 · 
2003 · 
2007 · 
2011 · 
2015 · 
2019 · 
2023